# سیارک ۱۶۹۹۷
سیارک ۱۶۹۹۷ (به انگلیسی: 16997 Garrone، نامگذاری:1999CO32) شانزده هزار و نهصد و نود و هفتمین سیارک کشف شده‌است که در ۱۰ فوریه ۱۹۹۹ کشف شد.
قدر مطلق سیارک برابر ۱۳.۵ است.